# Gran Rabbinato d'Israele
Il Gran Rabbinato d'Israele (in ebraico הרבנות הראשית לישראל‎?) è il supremo organo religioso ebraico dello Stato di Israele. Sono attivi due rabbini capo di Israele, uno ashkenazita ed uno sefardita, detto Rishon LeTzion.
Il Rabbinato è l'autorità per l'halakha dello Stato. Le questioni sotto la giurisdizione del Gran Rabbinato d'Israele comprendono matrimoni, divorzio, funerali, kasherut, la vigilanza di luoghi santi ebraici, la supervisione sulle mikvaot ed il controllo, per mezzo del ministero del culto, del finanziamento delle yeshivot.

## Eventi
Nel gennaio 2009, il Jerusalem Post ha annunciato che il Gran Rabbinato d'Israele aveva interrotto i legami ufficiali con il Vaticano indefinitamente in segno di protesta, perché il papa ha deciso di sollevare la scomunica del vescovo Richard Williamson, membro della Fraternità Sacerdotale di San Pio X e negazionista della Shoah. Successivamente la notizia è stata corretta, ed è stato precisato che l'interruzione degli incontri dei rappresentanti del Gran Rabbinato con la Commissione per i rapporti religiosi con gli ebrei, prevista per il 2-4 marzo, è stata rimandata, essendo necessario che le parti decidano come affrontare la questione della posizione di Williamson, la cui scomunica è stata revocata proprio in prossimità della Giorno della Memoria.
Mercoledì 12 marzo 2009 viene resa pubblica la lettera del papa sulla remissione della scomunica ai lefevbriani, lo stesso giorno Benedetto XVI riceve la delegazione del Gran Rabbinato d'Israele e della Commissione per i rapporti con l'ebraismo.

## Elenco dei membri del Consiglio del Gran Rabbinato d'Israele
Elezioni interne tenutesi il 23 settembre, 2008..
I cinque membri permanenti
- Rabbino Capo ashkenazita, Rav David Lau (2013-)
- Rabbino Capo sefardita, Rav Jitzhak Yosef (2013-)
- Rabbino Capo di Tel Aviv, Rav Yisrael Meir Lau
- Rabbino Capo di Haifa, Rav Shlomo Chelouche
- Rabbino Capo di Beersheba, Rav Yehuda Deri

Rappresentanti ashkenaziti
- Rav Yaakov Shapira (Rosh Yeshiva di Mercaz HaRav)
- Rav Yitzhak David Grossman (Rabbino Capo di Migdal HaEmek)
- Rav Yosef Glicksburg (Rabbino Capo di Giv'atayim)
- Rav Yaakov Rojza (rabbino locale di Bat Yam / ZAKA)
- Rav Yitzhak Ralbag (ex presidente del Consiglio del Rabbinato di Gerusalemme)

Rappresentanti sefarditi
- Rav Shimon Elituv (Rabbino Capo del Consiglio Regionale di Mateh Binyamin)
- Rav Avraham Yosef (Rabbino Capo di Holon)
- Rav Ratzon Arusi (Rabbino Capo di Kiryat Ono)
- Rav Shmuel Eliyah (Rabbino Capo di Sefad)
- Rav Yitzhak Peretz (Rabbino Capo di Raanana)